# Fatuleto
Fatuleto ist ein osttimoresischer Suco im Verwaltungsamt Zumalai (Gemeinde Cova Lima).

## Geographie

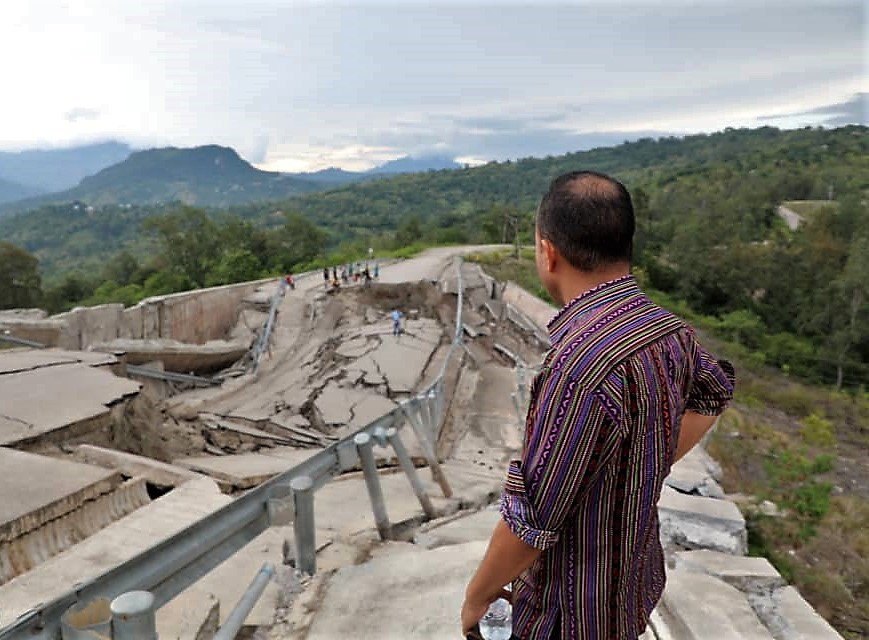
Schäden an der Überlandstraße in Biata (2023)

Fatuleto liegt im Nordwesten des Verwaltungsamts Zumalai. Nördlich liegt, jenseits des Flusses Fatoro, der Suco Mape, östlich Lour, südöstlich Zulo, südwestlich Tashilin und westlich Lepo. Quer durch den Suco führt die Überlandstraße vom Ort Zumalai nach Bobonaro und Atsabe. An ihr liegen die Orte Loegolo, Lale und, geteilt durch die Grenze zu Lepa, das Dorf Zulo Tas (Zulo Tas, Zulotos). Im Suco gibt es eine Grundschule, die Escola Primaria Bemean.
Im Nordwesten von Fatuleto liegt der Berg Lour (489 m, Lage).
Fatuleto hat eine Fläche von 6,22 km² Nun sind es 13,44 km². und teilt sich in die fünf Aldeias Biata, Colu, Fatuleto Canua, Nalaop und Zobete. Die Aldeia Zulo Tas liegt im Suco Zulo.

## Einwohner
Im Suco leben 2.095 Einwohner (2022), davon sind 1.051 Männer und 1.044 Frauen. Im Suco gibt es 461 Haushalte. Knapp 94 % der Einwohner geben Bunak als ihre Muttersprache an. Mehr als 5 % sprechen Tetum Prasa, kleine Minderheiten Mambai, Habun und Tetum Terik.

## Politik
Bei den Wahlen von 2004/2005 wurde Vasco Maia zum Chefe de Suco gewählt. Bei den Wahlen 2009 gewann Miguel Barreto und 2016 João Freitas.